# Ustowo
Ustowo (do 1945 Güstow) – wieś w Polsce położona w województwie zachodniopomorskim, w powiecie polickim, w gminie Kołbaskowo.
W latach 1975–1998 miejscowość położona była w województwie szczecińskim.
Wieś leży tuż przy południowej granicy Szczecina, nad Odrą Zachodnią (dokładniej, nad Kanałem Kurowskim stanowiącym jej odnogę). Badania archeologiczne wykazały, iż w neolicie znajdowała się tu osada kultury pucharów lejkowatych (do dziś zachowały się na tzw. „Gęsiej Górce”, pochodzące z tego okresu, jamy mieszkalne o wymiarach 2,5 × 3 m).
Pierwsza wzmianka o wsi pochodzi z 1240 roku. W XIII w. wybudowano tu granitowy kościół, który został zniszczony w 1945 roku. W północnej części wsi zachowały się zabudowania gospodarcze z początku XX w.
W 2008 roku niedaleko wsi wybudowano hipermarket Auchan.

## Transport
Ustowo połączone jest ze Szczecinem miejską linią autobusową.

## Bibliografia

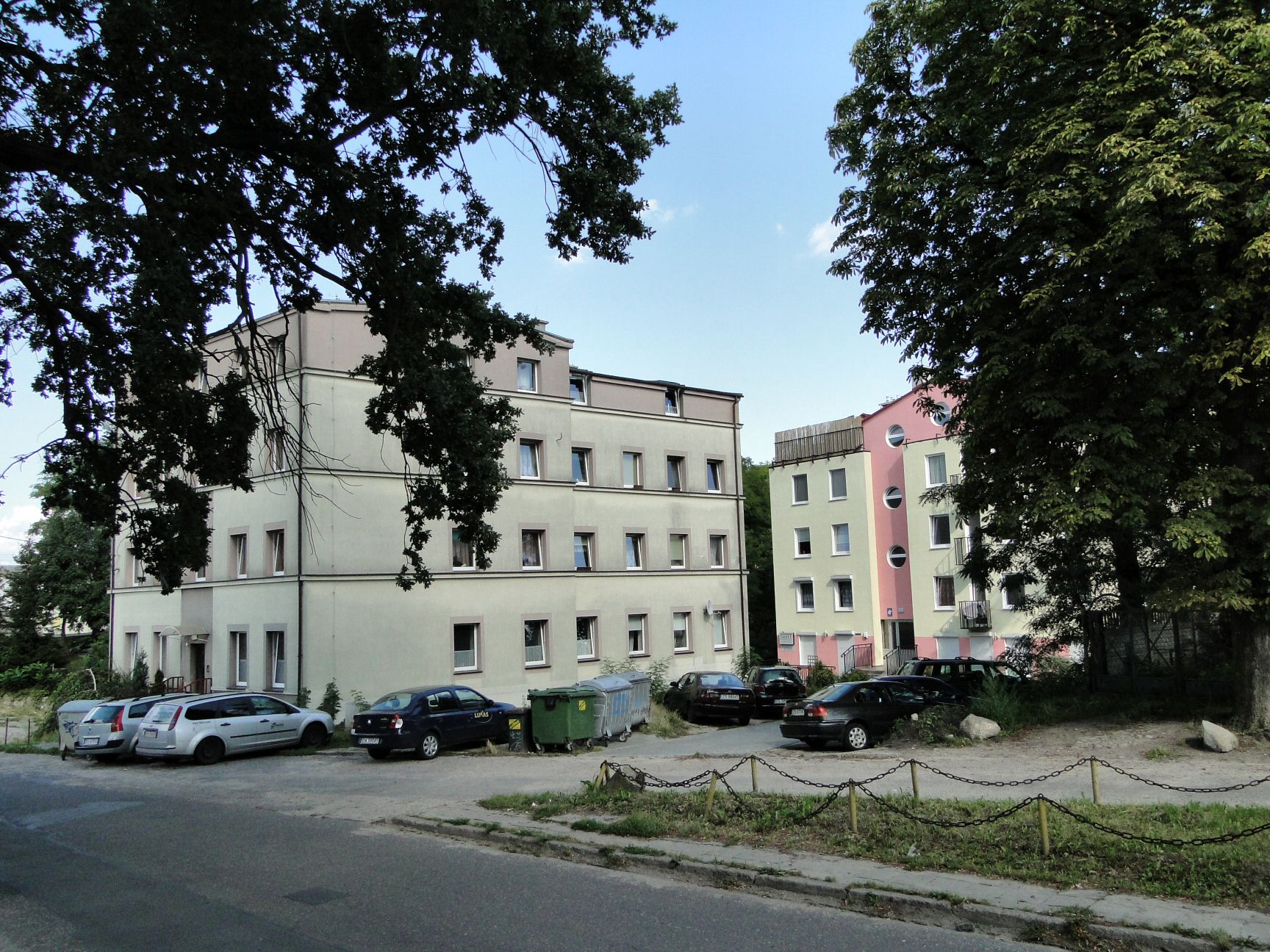
Współczesna zabudowa Ustowa